# Synsepalum seretii
Synsepalum seretii är en tvåhjärtbladig växtart som först beskrevs av De Wild., och fick sitt nu gällande namn av Terence Dale Pennington. Synsepalum seretii ingår i släktet Synsepalum och familjen Sapotaceae. Inga underarter finns listade i Catalogue of Life.